# 山梨交通観光バス

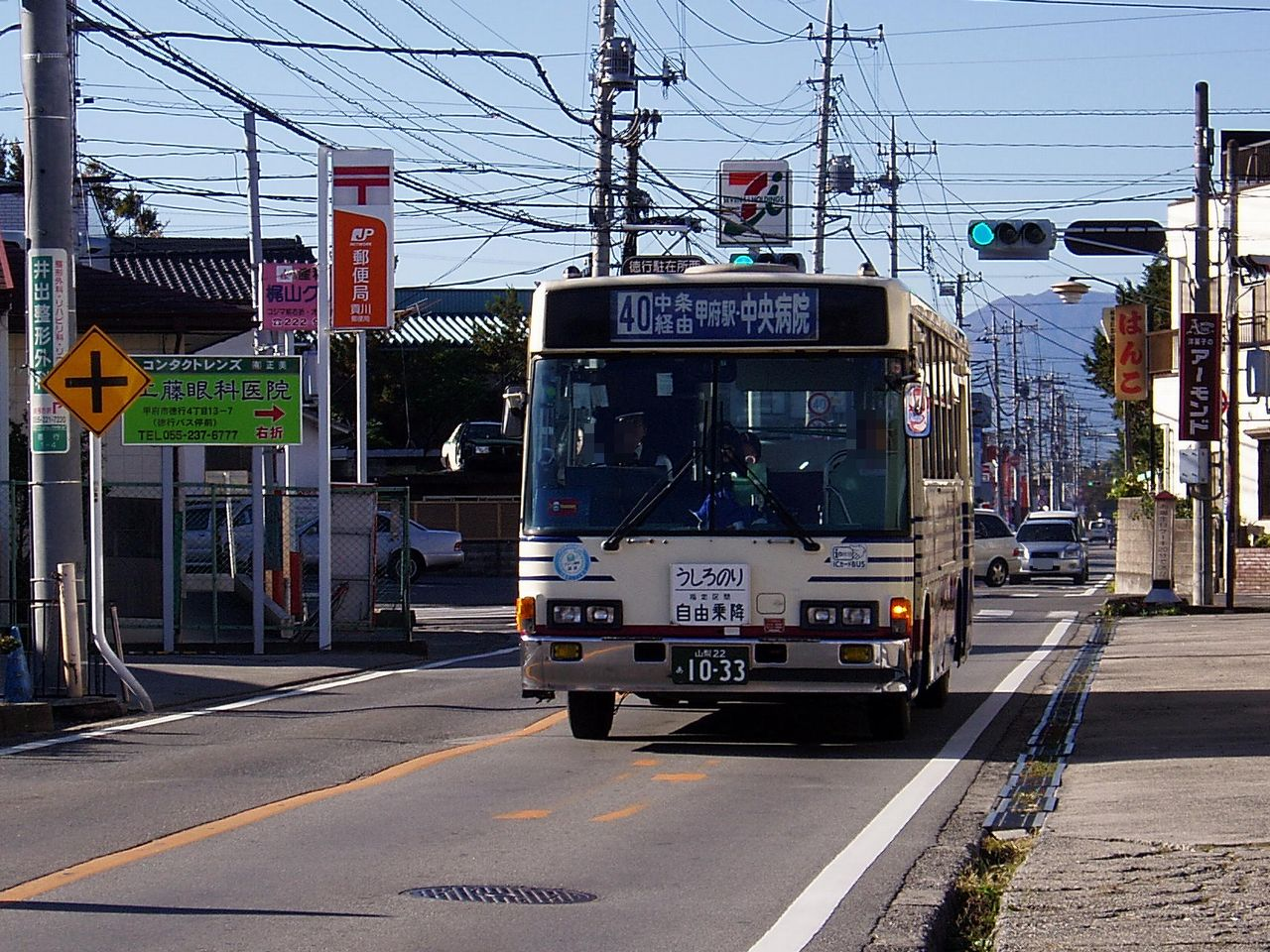
甲府市の「廃軌道」を走る山梨交通観光バスの路線バス

山梨交通観光バス株式会社（やまなしこうつうかんこうバス）は、かつて存在した山梨県甲斐市を拠点として主に貸切バス事業を運営していた山梨交通の子会社である。
2012年10月1日、山交タウンコーチに吸収合併された。貸切バス事業の他、廃止代替バス4路線および中央市コミュニティバスの運行を行っていた。

## 沿革
- 1954年 - 山梨交通・富士急行が株を持ち合う貸切バス専業の山梨観光自動車株式会社として設立
- 1989年 - 富士急行が山梨交通に株式を譲渡、山梨交通直系の貸切バス事業となる
- 1997年 - 山梨交通から不採算路線4路線が移管され廃止代替バスの運行を開始
- 2002年
  - 8月1日 - 商号を山梨交通観光バス株式会社に変更[1]
  - 10月 - 山梨交通の貸切バス部門が移管[2]
- 2005年7月4日 - 本社を移転[3]
- 2012年 - 山交タウンコーチに吸収合併

## 会社解散時点での本社および営業所
- 本社・甲府営業所
山梨県甲斐市島上条914

山梨交通敷島営業所内にあった。
なお本社は2005年7月4日に、甲府市下飯田一丁目7番22号から移転した。

### 社史
- 山梨交通監修『山梨交通60年史 甲府盆地のくらしとともに』BJエディターズ、2006年。ISBN 4434072714。